# The American
The American (titulada El americano en España y El ocaso de un asesino en Argentina y México) es una película estadounidense de suspense dirigida por Anton Corbijn, protagonizada por George Clooney y basada en la novela de Martin Booth A Very Private Gentlement. Se estrenó el 1 de septiembre de 2010 en Estados Unidos. 

## Argumento
Un mercenario solitario de nombre Jack (George Clooney) es un auténtico maestro entre asesinos. Sin embargo cuando un trabajo en Suecia no sale según lo previsto, Jack decide comunicarle a su contacto, Pavel Pavel (Johan Leysen), que la siguiente misión que desarrolle será definitivamente la última. Con motivo de esta última misión Jack se desplaza a Italia, donde se refugia en un pequeño pueblo.
Mathilde (Thekla Reuten), una mujer belga comunica a Jack su próximo trabajo, que tiene que ver con la fabricación de una nueva arma, un fusil de francotirador. Sin embargo y a pesar de su trabajo el estadounidense afincado en Italia empieza a tener una vida en el pueblo, entablando amistad con el cura local, el padre Benedetto (Paolo Bonacelli), y manteniendo un romance con Clara (Violante Placido) una prostituta. Pero al salir de la oscuridad, puede que Jack sea tentado por el destino.

## Reparto
- George Clooney como Jack.
- Johan Leysen como Pavel.
- Violante Placido como Clara.
- Irina Björklund como Ingrid.
- Paolo Bonacelli como el padre Benedetto.
- Thekla Reuten como Mathilde.

## Recepción crítica y comercial
Según la página de Internet Rotten Tomatoes obtuvo un 64% de comentarios positivos, llegando a la siguiente conclusión: "Bellamente rodada y con una carga emocional contenida, The American es un thriller de espías inusualmente divisivo. Y que se basa en una moderada interpretación de George Clooney." Destacar el comentario del crítico cinematográfico Roger Ebert: 

Esta es una película apasionante, con la concentración de un drama japonés. (...) No hay un sólo plano mal. Cada interpretación está estrechamente controlada.
Roger Ebert.

Según la página de Internet Metacritic obtuvo críticas positivas, con un 61%, basado en 36 comentarios de los cuales 20 son positivos. Recaudó 35 millones de dólares en Estados Unidos. Sumando las recaudaciones internacionales la cifra asciende a 66 millones. El presupuesto invertido en la producción fue de aproximadamente 20 millones.

## Localizaciones

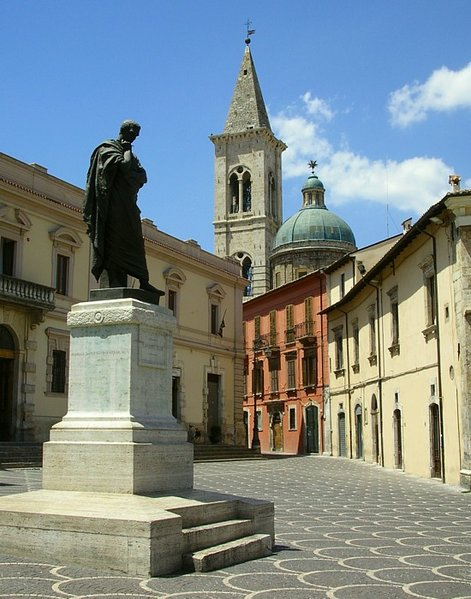
Sulmona: Corso Ovidio

The American se rodó entre el 28 de septiembre y noviembre de 2009 en diversas localidades de Italia (Abruzzo, Sulmona, Castel del Monte, Calascio, Campo Imperatore, Roma) y Suecia, destacando las poblaciones de Roma, Sulmona y Castel del Monte, en Italia y Östersund en Suecia.